# Asako Takakura
Asako Takakura (19 de abril de 1968) é uma treinadora ex-futebolista japonesa que atuava como meia. É a atual treinadora da Seleção Japonesa de Futebol Feminino.

## Carreira
Asako Takakura representou a Seleção Japonesa de Futebol Feminino, nas Olimpíadas de 1996. 

## Treinadora
Em 2016 assumiu o cargo de treinadora da Seleção Japonesa de Futebol Feminino.